# Neil Emblen
Neil Emblen (Bromley, 19 giugno 1971) è un ex calciatore e allenatore di calcio inglese, dal febbraio 2018 vice allenatore dei Colorado Rapids.

## Carriera
Dopo aver giocato con svariati club si trasferisce al Waitakere United.

## Palmarès
- Campionato neozelandese: 1

Waitakere United: 2007-2008
- OFC Champions League: 2

Waitakere United: 2007, 2007-2008